# Saint-Sylvain (Sena Marítim)
Saint-Sylvain és un municipi francès situat al departament del Sena Marítim i a la regió de Normandia. L'any 2007 tenia 178 habitants.

## Demografia

### Població
El 2007 la població de fet de Saint-Sylvain era de 178 persones. Hi havia 65 famílies de les quals 15 eren unipersonals (4 homes vivint sols i 11 dones vivint soles), 23 parelles sense fills, 23 parelles amb fills i 4 famílies monoparentals amb fills.
La població ha evolucionat segons el següent gràfic:
Habitants censats

### Habitatges
El 2007 hi havia 90 habitatges, 71 eren l'habitatge principal de la família, 11 eren segones residències i 8 estaven desocupats. Tots els 89 habitatges eren cases. Dels 71 habitatges principals, 39 estaven ocupats pels seus propietaris, 31 estaven llogats i ocupats pels llogaters i 1 estava cedit a títol gratuït; 4 tenien dues cambres, 11 en tenien tres, 23 en tenien quatre i 33 en tenien cinc o més. 57 habitatges disposaven pel capbaix d'una plaça de pàrquing. A 30 habitatges hi havia un automòbil i a 32 n'hi havia dos o més.

### Piràmide de població
La piràmide de població per edats i sexe el 2009 era:
| Homes | Edats   | Dones |
| ----- | ------- | ----- |
| 0     | 95 o +  | 0     |
| 0     | 90 a 94 | 0     |
| 0     | 85 a 89 | 4     |
| 0     | 80 a 84 | 0     |
| 0     | 75 a 79 | 0     |
| 4     | 70 a 74 | 4     |
| 8     | 65 a 69 | 0     |
| 4     | 60 a 64 | 4     |
| 4     | 55 a 59 | 8     |
| 0     | 50 a 54 | 0     |
| 8     | 45 a 49 | 8     |
| 8     | 40 a 44 | 4     |
| 12    | 35 a 39 | 12    |
| 16    | 30 a 34 | 8     |
| 4     | 25 a 29 | 0     |
| 8     | 20 a 24 | 8     |
| 4     | 15 a 19 | 16    |
| 4     | 10 a 14 | 12    |
| 12    | 5 a 9   | 20    |
| 8     | 0 a 4   | 16    |

## Economia
El 2007 la població en edat de treballar era de 116 persones, 85 eren actives i 31 eren inactives. De les 85 persones actives 77 estaven ocupades (47 homes i 30 dones) i 10 estaven aturades (5 homes i 5 dones). De les 31 persones inactives 9 estaven jubilades, 10 estaven estudiant i 12 estaven classificades com a «altres inactius».

### Ingressos
El 2009 a Saint-Sylvain hi havia 74 unitats fiscals que integraven 192 persones, la mediana anual d'ingressos fiscals per persona era de 17.926 €.

### Activitats econòmiques
L'únic servei als particulars que hi havia el 2009 era una autoescola.
L'any 2000 a Saint-Sylvain hi havia 9 explotacions agrícoles que ocupaven un total de 516 hectàrees.

## Poblacions més properes
El següent diagrama mostra les poblacions més properes.